# Джрбашян, Эдуард Мкртичевич
Эдуард Мкртичевич Джрбашян (арм. Էդուարդ Մկրտիչի Ջրբաշյան; 1923—1999) — советский и армянский филолог и писатель, доктор филологических наук, профессор, действительный член АН Армянской ССР (1982; член-корреспондент с 1974). Член Союза писателей СССР (с 1956). Дважды лауреат Государственной премий Армянской ССР (1974, 1980). Заслуженный деятель науки Армянской ССР (1970).

## Биография
Родился 24 сентября 1923 года в Эривани, Армянской ССР.
С 1941 по 1944 год был участником Великой Отечественной войны. С 1945 по 1950 год обучался на филологическом факультете Ереванского государственного университета. С 1950 по 1953 год обучался в аспирантуре этого университета.
С 1953 года на педагогической работе в Ереванском государственном университете в должностях: старший преподаватель, с 1958 года — доцент и с 1967 по 1999 год — профессор, одновременно с 1972 по 1983 год — заведующий кафедрой теории литературы и эстетики и с 1983 по 1986 год — заведующий кафедрой зарубежной литературы и теории литературы. 
С 1953 по 1954 год — заместитель редактора газеты «Гракан терт». В 1956 году был избран — членом Союза писателей СССР. С 1961 по 1962 год — главный редактор журналов «Советакан граканутюн» и с 1966 по 1977 год — главный редактор «Банбер Еревани амалсарани». С 1966 года на научной работе в Институте литературы имени М. Абегяна АН АрмССР: с 1966 по 1970 год — заведующий отделом теории литературы и с 1977 по 1999 год — директор этого института. Одновременно с 1977 года — заместитель академика-секретаря Отделения философии и филологии АН АрмССР, с 1994 по 1999 год — член Президиума Академии наук Армении.

### Научно-педагогическая деятельность и вклад в науку
Основная научно-педагогическая деятельность Э. М. Джрбашяна была связана с вопросами в области истории и типологии жанров, освещению художественных взглядов армянских писателей и армянской литературы, теории литературы, исследовал вопросы теории художественного метода, взаимоотношений армянской литературы с русскими и западноевропейскими писателями.
В 1953 году защитил кандидатскую диссертацию по теме: «Жанр поэмы в советской армянской литературе. (История и теория) [», в 1966 году защитил докторскую диссертацию на соискание учёной степени доктор филологических наук по теме: «Поэмы Туманяна». В 1967 году ему присвоено учёное звание профессор. В 1974 году был избран член-корреспондентом, в 1982 году — действительным членом АН Армянской ССР.  Э. М. Джрбашян было написано более двухсот научных работ, в том числе монографий и научных статей опубликованы в ведущих научных журналах.
Скончался 11 августа 1999 года в Ереване.

## Основные труды
- Поэмы Туманяна. - Ереван, 1964. - 512 с.
- Четыре вершины : Туманян, Исаакян, Терьян, Чаренц. Литературовед. исслед. / Эдуард Джрбашян. - Ереван : Советакан грох, 1982. - 465 с.
- Эстетика и литература : Теорет. и ист.-лит. исслед. / Э. М. Джрбашян. - Ереван : Изд-во Ерев. ун-та, 1983. - 437 с
- Поэтика и литературное развитие : [Пер. с арм.] / Э. М. Джрбашян. - Ереван : Советакан грох, 1985. - 327 с.
- Писатель и народ : О классич. и современ. лит. / Эдуард Джрбашян. - Ереван : Советакан грох, 1989. - 542 с. ISBN 5-550-00223-X
- Четыре вершины : Туманян, Исаакян, Терьян, Чаренц : [Сборник] / Эдуард Джрбашян. - М. : Сов. писатель, 1990. - 317 с. ISBN 5-265-01498-5[4]

## Награды, премии и звания
- Орден Отечественной войны I степени
- Орден Трудового Красного Знамени
- Орден Красной Звезды
- Заслуженный деятель науки Армянской ССР (1970)
- Государственная премия Армянской ССР (1974, 1980)[2][3].